# Britt Lower
Britt Lower, właśc. Brittney Leigh Lower (ur. 2 sierpnia 1985 w Bloomington) – amerykańska aktorka, która grała w serialach: Unforgettable: Zapisane w pamięci (2011–2014), Man Seeking Woman (2015–2017) i Rozdzielenie (od 2022).

## Życiorys

### Młodość
Urodziła się w Bloomington w stanie Illinois jako córka Steve'a i Mickey Lower. Wychowywała się w miasteczku Heyworth, w którym ukończyła Heyworth High School w 2004 roku. Następnie rozpoczęła studia na Northwestern University, które ukończyła z tytułem Bachelor of Science in Communication w 2008 roku. Współpracowała również z improwizowanymi grupami teatralnymi takimi jak Upright Citizens Brigade i ImprovOlympic.

### Kariera
Lower grała powracającą rolę eksperta ds. technologii Tanyi Sitkowsky w serialu Unforgettable: Zapisane w pamięci z 2011 r. W 2015 r. zagrała rolę uważaną za przełomową dla jej kariery, w serialu komediowym stacji FXX Man Seeking Woman, wcielając się w postać Liz Greenberg, siostry głównej bohaterki. W 2016 roku zagrała rolę Sarah Finn w 2 sezonie serialu Hulu pod tytułem Bez zobowiązań. Występowała również w reklamach Verizonu.
Aktorka zagrała jedną z ról głównych w serialu Rozdzielenie na Apple TV+, zarówno w sezonie 1 (2022), jak i sezonie 2 (2025). Pojawia się również w drugim sezonie American Horror Stories. Była główną postacią w teledysku Yeah Yeah Yeahs „Wolf”.
W przerwie między sezonami serialu Rozdzielenie dołączyła do cyrku Flora w St. Louis, gdzie przez miesiąc grała jedną z postaci w przedstawieniu „Quest for the Innkeeper’s Cask”.